# Soileco (Aldeia)
Soileco (Soilesu) ist eine osttimoresische Aldeia im Suco Soileco (Verwaltungsamt Bobonaro, Gemeinde Bobonaro). 2015 lebten in der Aldeia 596 Menschen.

## Geographie

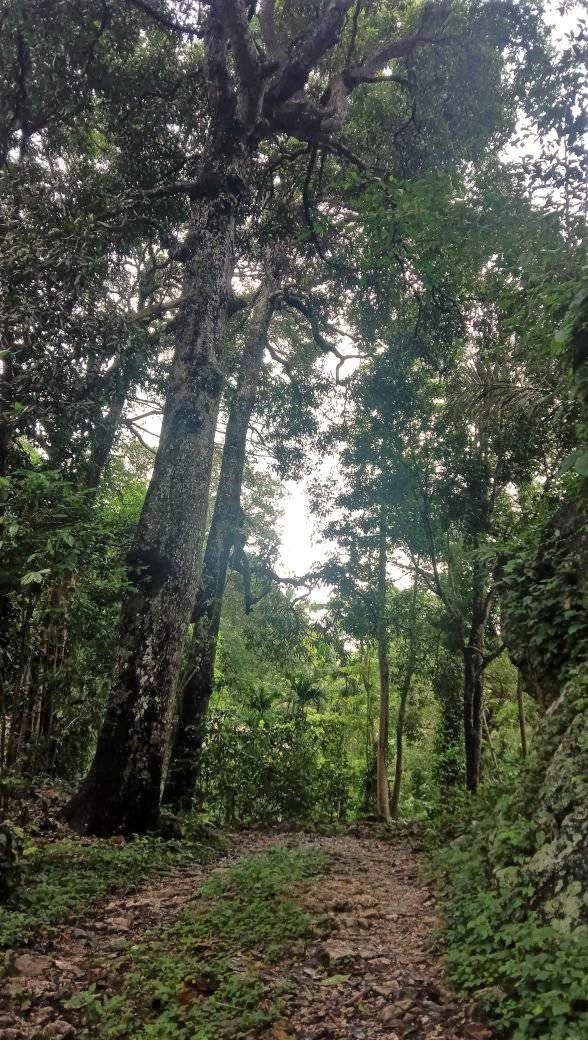
In der Aldeia Soileco

Soileco bildet den Norden des Sucos Soileco. Südlich liegt die Aldeia Ai-Aras. Im Südwesten grenzt Soileco an den Suco Atu-Aben, im Nordwesten an den Suco Ilat-Laun, an der Nordspitze an den Suco Laubono und im Osten an den Suco Obulo. Der Fluss Marobo folgt zunächst der Grenze zu Ai-Aras, bevor er nach Norden schwenkt, Soilecos Mitte durchquert und im Norden wieder der Grenze zu Obulo und Laubono folgt. Der Bulobu kommt aus Atu-Aben und bildet den westlichen Teil der Grenze zu Ai-Aras, bevor er den Marobo erreicht.
Der Osthang des Foho Ilat-Laun (1061 m) reicht vom gleichnamigen Sudo nach Soileco hinein. Eine kleine Straße  führt hier von Atu-Aben in den Suco. An ihr und seinen Seitenstraßen liegen die Dörfer Talitereman, Airas, Lesuaben und nahe dem Marobo Bea Buci (Biabusi). In Talitereman befinden sich der Sitz des Sucos und die Grundschule Escola Primaria Soileco. Östlich des Marobos, an der Grenze zu Obulo, befindet sich das Dorf Suriubu (Siriubu). Daneben gibt es weitere kleine Siedlungen und zahlreiche, verstreut liegende Häuser.

## Politik
2023 wurde Antonio M. L. Araújo zum Chefe de Aldeia gewählt.